# Gampelmühle
Gampelmühle ist ein Gemeindeteil der Gemeinde Emtmannsberg im Landkreis Bayreuth (Oberfranken, Bayern). Gampelmühle liegt in der Gemarkung Hauendorf.

## Geografie
Die Einöde liegt am rechten Ufer der Ölschnitz. Eine Gemeindeverbindungsstraße führt nach Troschenreuth zur Kreisstraße BT 17 (0,7 km südwestlich) bzw. nach Wiedent (0,4 km südöstlich). Ein Anliegerweg führt zur Gottelhof (0,3 km nordöstlich).

## Geschichte
Gampelmühle gehörte zur Realgemeinde Unterölschnitz. Gegen Ende des 18. Jahrhunderts bestand Gampelmühle aus zwei Anwesen. Die Hochgerichtsbarkeit stand dem bayreuthischen Stadtvogteiamt Creußen zu. Das Hofkastenamt Bayreuth war Grundherr des Söldengutes und der Mühle.
Von 1797 bis 1810 unterstand der Ort dem Justiz- und Kammeramt Pegnitz. Mit dem Ersten Gemeindeedikt wurde Gampelmühle dem 1812 gebildeten Steuerdistrikt Emtmannsberg und der Ruralgemeinde Wiedent zugewiesen. Mit dem Gemeindeedikt von 1818 erfolgte die Eingemeindung nach Hauendorf. Am 1. Mai 1978 wurde Gampelmühle im Zuge der Gebietsreform in Bayern in die Gemeinde Emtmannsberg eingegliedert.

### Einwohnerentwicklung
| Jahr      | 001800 | 001819 | 001822 | 001861 | 001871 | 001885 | 001900 | 001925 | 001950 | 001961 | 001970 | 001987 |
| Einwohner | 10     | 10     | 5      | 17     | 20     | 15     | 13     | 13     | 12     | 7      | 9      | 7      |
| Häuser    | 1      |        | 1      |        |        | 2      | 2      | 2      | 1      | 2      |        | 2      |
| Quelle    | [ 9 ]  | [ 10 ] | [ 6 ]  | [ 11 ] | [ 12 ] | [ 13 ] | [ 14 ] | [ 15 ] | [ 16 ] | [ 17 ] | [ 18 ] | [ 1 ]  |

## Religion
Gampelmühle ist seit der Reformation evangelisch-lutherisch geprägt und nach St. Bartholomäus (Emtmannsberg) gepfarrt.